# شینکیاو، گوانگدونگ
شینکیاو، گوانگدونگ (به لاتین: Xinqiao) یک شهرک در جمهوری خلق چین است که در گاویاو واقع شده‌است. شینکیاو ۱۴ متر بالاتر از سطح دریا واقع شده‌است.